# Karl August Hahn
Karl August Hahn (* 14. Juni 1807 in Heidelberg; † 20. Februar 1857 in Wien) war ein deutsch-österreichischer Philologe und Germanist. Er war Professor der deutschen Sprache und Literatur sowie der Philologie an den Universitäten in Heidelberg, Prag und Wien.

## Leben
Karl August wurde als Sohn des großherzoglich badischen Postsekretärs Johann Friedrich Hahn geboren. Er besuchte ab 1817 das Gymnasium in Heidelberg, das er 1824 mit dem Abitur verließ. Noch im gleichen Jahr, bis 1830, studierte er klassische Philologie an der Universität Heidelberg und zwei Semester an der Universität Halle. Nach Abschluss seines Studiums ging er nach St. Aubin in die französische Schweiz, wo er bis 1831 als Hauslehrer bei einer Familie Deutsch unterrichtete. Auf Grund seiner Lehrtätigkeit beschäftigte er sich intensiv mit den Werken von Theodor Heinsius und Karl Wilhelm Ludwig Heyse sowie mit Jacob Grimms Grammatik.
Seit Mai 1833 stand er mit Jacob Grimm im regen Briefwechsel, der ihm riet, mittelhochdeutsche Handschriften abzuschreiben und Karl Lachmanns Ausgaben zu studieren. Hahn nutze die umfangreiche Handschriftensammlung der Heidelberger Universitätsbibliothek und ab 1838 die Sammlungen der Wiener Hofbibliothek. Bereits 1838 veröffentlichte er als Herausgeber Otte mit dem Barte von Konrad von Würzburg und ein Jahr später Kleinere Gedichte von dem Stricker, die er Jacob Grimm widmete. Beide Werke wurden in die Reihe Bibliothek der gesammten deutschen National-Literatur aufgenommen.
1839 promovierte Hahn an der Halleschen Universität und habilitierte sich an der Universität Heidelberg als Privatdozent für Deutsche Sprache. 1840 erschienen seine Gedichte des XII. und XIII. Jahrhunderts sowie 1842 und 1847 beide Teile seines Hauptwerkes Mittelhochdeutsche Grammatik. Ein weiterer Teil Neuhochdeutsche Grammatik wurde 1848 veröffentlicht. Mit dem Erscheinen der Neuhochdeutschen Grammatik erhielt er eine außerordentliche Professur an der Heidelberger Universität.
1850 folgte er dem Ruf als ordentlicher Professor der Philologie an die Universität Prag. In Prag wurden auch 1851 sein Werk Die echten Lieder von den Nibelungen. Nach Lachmanns Kritik und 1852 seine Althochdeutsche Grammatik gedruckt. In der Ausgabe des Nibelungenliedes entdeckte Jacob Grimm, dass die Strophenzahl der Lachmannschen Lieder durch sieben teilbar ist, worüber es unter den deutschen Philologen zum Streit über die ursprüngliche Gestalt des Nibelungenliedes kam. Weitere Aufsätze publizierte Hahn in der Zeitschrift für deutsches Altertum und deutsche Literatur. 1852 erhielt er eine ordentliche Professur der Philologie an der Universität Wien, wo er auch Mitglied der Gymnasial-Prüfungskommission wurde.
Nach einem Blutsturz im Februar 1857, von dem er sich nicht mehr erholte, starb Karl August Hahn wenige Tage später am 20. Februar, im Alter von 49 Jahren, in Wien.

## Veröffentlichungen (Auswahl)
- Otte mit dem Barte. Quedlinburg 1838. (Digitalisat.)
- Kleinere Gedichte von dem Stricker. Quedlinburg 1839. (Digitalisat.)
- Gedichte des XII. und XIII. Jahrhunderts. Quedlinburg 1840. (Digitalisat.)
- Der jüngere Titurel. Quedlinburg 1842. (Digitalisat.)
- Das alte Passional. Frankfurt a. M. (Digitalisat)
- Mittelhochdeutsche Grammatik. Teil 1: Laut- und Flexionslehre. Frankfurt am Main 1842. (Digitalisat.)
- Mittelhochdeutsche Grammatik. Teil 2: Wortbildung. Frankfurt am Main 1847. (Digitalisat.)
- Neuhochdeutsche Grammatik. Die Lehre von den Buchstaben und Endungen. Frankfurt am Main 1848. (Digitalisat.)
- Auswahl aus Ulfilas gothischer Bibelübersetzung. Mit einem Wörterbuch und mit einem Grundriss zur gothischen Buchstaben- und Flexionslehre. Heidelberg 1849. (Digitalisat.)
- Die echten Lieder von den Nibelungen. Nach Lachmanns Kritik. Prag 1851. (Digitalisat.)
- Althochdeutsche Grammatik. Mit einigen Lesestücken und Glossen. Prag 1852. (Digitalisat.)
- Echte Lieder von Gudrun nach Müllenhoff's Kritik. Wien 1853. (Digitalisat.)
- Auszwal ausz Gottfrids von Straszburg Tristan. Wien 1855. (Digitalisat.)